# Stora Älgsjön (Stora Tuna socken, Dalarna)
Stora Älgsjön är en sjö i Borlänge kommun i Dalarna och ingår i Dalälvens huvudavrinningsområde. Sjön har en area på 0,217 kvadratkilometer och ligger 420,1 meter över havet. Sjön avvattnas av vattendraget Älgsjöbäcken. Vid provfiske har abborre och öring fångats i sjön.

## Delavrinningsområde
Stora Älgsjön ingår i det delavrinningsområde (670030-146207) som SMHI kallar för Utloppet av Stora Älgsjön. Medelhöjden är 429 meter över havet och ytan är 1,1 kvadratkilometer. Det finns inga avrinningsområden uppströms utan avrinningsområdet är högsta punkten. Älgsjöbäcken som avvattnar avrinningsområdet har biflödesordning 4, vilket innebär att vattnet flödar genom totalt 4 vattendrag innan det når havet efter 239 kilometer. Avrinningsområdet består mestadels av skog (81 procent). Avrinningsområdet har 0,22 kvadratkilometer vattenytor vilket ger det en sjöprocent på 19,5 procent.